# Réserve intégrale Waldo Lake
La Réserve intégrale Waldo Lake (anglais : Waldo Lake Wilderness) est une aire sauvage de 159 km2 située dans l’Oregon au nord-ouest des États-Unis. Créée en 1984, elle s'étend dans la forêt nationale de forêt nationale de Willamette au sein de la chaîne des Cascades.
Son nom provient du lac Waldo qui se trouve à proximité de la réserve.

## Géographie
La quasi-totalité de la zone est une région montagneuse recouverte d'une forêt. L'altitude varie de 850 à 2 177 m. Le lac Waldo est un lac aux eaux très claires. Il s'agit du second plus grand lac de l'Oregon (environ 25 km2) et il a une profondeur maximale de 128 m. À l'intérieur de l'aire sauvage se trouvent également plusieurs plus petits lacs (Six Lakes Basin, Eddeeleo Lakes, Wahanna Lakes et Quinn Lakes).

## Milieu naturel
Une grande partie de la zone est recouverte d'une forêt composée du Sapin de Douglas, de la Pruche subalpine et du Sapin gracieux.